# Fotografía de viaje

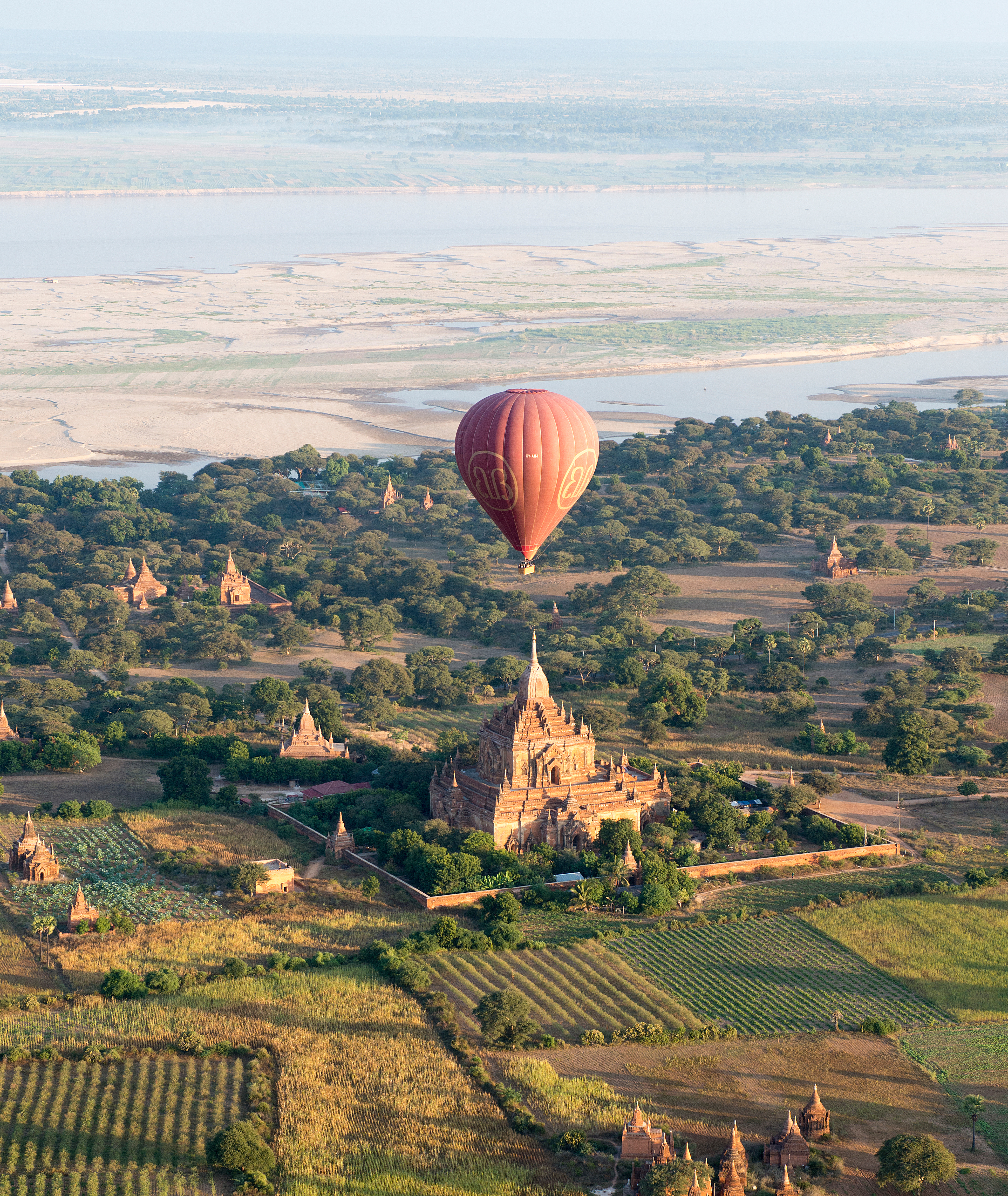
Un globo aerostático volando sobre una pagoda en Bagan, Myanmar (fotógrafo: Christopher Michel).

La fotografía de viaje es un género fotográfico que puede involucrar la documentación del paisaje, las personas, las culturas, las costumbres y la historia de un área. La Photographic Society of America (Sociedad Fotográfica de América) define una foto de viaje como una imagen que expresa el sentimiento de un tiempo y lugar, retrata una tierra, su gente o una cultura en su estado natural, y no tiene limitaciones geográficas. 
La fotografía de viajes es la narrativa visual de experiencias y culturas diversas a través de la cacería de momentos únicos. A través de la lente del fotógrafo de viajes, se revela la riqueza de nuestro mundo, inmortalizando momentos efímeros que transmiten la autenticidad de cada destino.
La fotografía de viaje como género es una de las más abiertas en cuanto a los temas que cubre. Muchos fotógrafos de viajes se especializan en un aspecto particular de la fotografía, como retratos de viajes, fotografía de paisajes o documental, así como también filmar todos los aspectos de los viajes. Gran parte del estilo de la fotografía de viajes de hoy en día se deriva del trabajo inicial en revistas como la revista National Geographic de fotógrafos como Steve McCurry. Este género de fotografía implica capturar una gran variedad de sujetos en diferentes condiciones disponibles, por ejemplo, fotografía con poca luz en interiores, fotografía con luz ambiental disponible para exteriores de edificios y monumentos, filmando en las calles donde a veces las condiciones pueden ser hostiles, capturando momentos que rara vez se repiten, capturando la magia de la luz mientras se fotografían paisajes...etc.
Una representación del "fotógrafo de viajes" puede verse en la película "La increíble vida de Walter Mitty (2013)" donde el protagonista viaja por el mundo en búsqueda de un negativo fotográfico hecho por el súper fotógrafo de viajes Sean O’Connell para la revista Life.
A medida que los viajes se vuelven más accesibles, cada vez más, el género se abre a aficionados y profesionales por igual. La fotografía de viajes de aficionados a menudo se comparte a través de sitios web para fotógrafos profesionales como Behance, Flickr o 500px. La fotografía de viaje, a diferencia de otros géneros como la moda, el producto o la fotografía de alimentos, sigue siendo un género subestimado y relativamente menos monetizado, aunque los desafíos que enfrentan los fotógrafos de viajes son mucho mayores que algunos de los géneros donde la luz y otras condiciones de disparo pueden ser controlables. 
Tradicionalmente, los fotógrafos de viajes ganaban dinero a través de fotografía de archivo, el periodismo fotográfico, asignaciones de revistas y proyectos comerciales. Hoy en día, el mercado de la fotografía de valores se ha derrumbado y cada vez más fotógrafos están utilizando métodos más innovadores para ganarse la vida, como a través de blogs, hablar en público, proyectos comerciales o la enseñanza.

## Consumidores
Además de las revistas de viaje como National Geographic Traveler, Conde Nast Traveler, etc., o guías de viaje como Lonely Planet, la demanda de este género existe en industrias como el turismo o la educación. Muchos fotógrafos de viajes actualmente lideran recorridos fotográficos a través de compañías, utilizando sus conocimiento de lugares de viaje únicos, experiencia de trabajar como fotógrafos profesionales y usar esto para ayudar a los entusiastas de los viajes a tomar excelentes imágenes de viaje durante sus viajes. Muchos otros se están duplicando como educadores en el campo de la fotografía con luz ambiental. 
Algunos de ellos están haciendo tareas que usan intrínsecamente sus puntos fuertes, por ejemplo, fotografiar exteriores o interiores de edificios para arquitectos y diseñadores de interiores. Los fotógrafos como Steve McCurry a menudo se encargan de filmar trabajos de publicidad comercial utilizando sus habilidades de fotografía de viajes y documentales para producir poderosas imágenes publicitarias.

## Historia
La imagen más antigua producida por una cámara se tomó alrededor de 1826 cuando  Joseph Nicephore Niepce fotografió una escena callejera en Saint Loup de Varennes, en Francia. Podría decirse que esta es también la foto de viaje más antigua que se conserva. La fotografía, tomada a la luz del día, requirió una exposición de ocho horas.
En París, en 1839, Louis Jacques Mande Daguerre introdujo el proceso fotográfico ahora conocido como el daguerrotipo. El proceso fue complicado, requirió mucho equipo y manejo de productos químicos, pero se adoptó rápidamente. Cada daguerrotipo era único y grababa escenas con excelente detalle. Pero a la vez, también permitía a la gente viajar con cámaras. Los primeros propietarios fotografiaron su área local:  Catedral de Notre Dame, el río Sena y el Pont Neuf; temas que los turistas de hoy consideran "imprescindibles". El atractivo de la fotografía era tan obvio para los viajeros a mediados del siglo XIX como lo es hoy. El propio Daguerre sugirió que su cámara podía llevarse fácilmente de viaje. Tenía razón, pero no era tan sencillo como ahora. El fotógrafo viajero también tenía que llevar una carpa de cuarto oscuro portátil y suficientes químicos para almacenar un pequeño laboratorio.
Casi al mismo tiempo,  William Henry Fox Talbot, el contemporáneo inglés de Daguerre, inventó el calotipo (más conocido hoy como negativo). Esto hizo posible múltiples copias de una imagen, pero sin el detalle logrado en un daguerrotipo.
En 1851, Frederick Scott Archer inventó la placa de colodión húmedo, que se convirtió en el proceso fotográfico estándar hasta 1880. Este nuevo proceso, que redujo los tiempos de exposición a solo dos segundos, combinó el detalle posible con un daguerrotipo y la capacidad de reproducción del calotipo. y superó los largos tiempos de exposición requeridos por ambos. Sin embargo, no alivió la carga del fotógrafo de viajes. Cada placa de vidrio tuvo que prepararse en el campo y procesarse inmediatamente mientras aún estaba húmeda.
Un equipo estándar en la década de 1850 incluía una cámara, un trípode, placas de vidrio y soportes para placas; un cuarto oscuro portátil parecido a una tienda de campaña; productos químicos para revestir, sensibilizar, revelar y fijar las placas; y platos, tanques y recipientes de agua. Aun así, los fotógrafos transportaron su equipo por todo el mundo. La Gran Muralla, faluchos en el Nilo, templos en el Ganges en Varanasi, el Himalaya y el Gran Cañón ya habían sido fotografiados con gran detalle en 1860.
Muchas de las fotografías de viajes tomadas a mediados del siglo XIX se registraron durante viajes científicos y exploratorios, pero también sirvieron para crear el interés público en tierras lejanas. Aunque engorroso en el campo, el proceso de colodión produjo imágenes de buena calidad que se reproducían fácilmente.
A medida que aumentaba el turismo, también lo hacía la demanda de fotografías como souvenirs, y los fotógrafos comenzaron a disparar por motivos comerciales. Según Fabian y Adam, la primera postal fue introducida por el servicio postal austríaco en 1869. En 1910, Francia imprimió 123 millones de postales y los sistemas de correo del mundo procesaron alrededor de siete mil millones en el mismo año. Las imágenes, que antes se producían minuciosamente a mano, ahora se podían producir en imprentas, y los puristas lamentaban la pérdida del oficio.
El deseo insaciable por las postales llevó al crítico Walter Benjamin a declarar que la fotografía había perdido su "aura". Otros sugirieron que la gran cantidad de fotografías impresas y lanzadas al mercado estaba provocando una pérdida de interés en el medio.
El volumen, el peso y el desorden del proceso fotográfico restringieron la recopilación de imágenes en los primeros años a un pequeño grupo de personas que eran en parte aventureros, en parte científicos, en parte técnicos de cámara y en parte artistas. Teniendo en cuenta las necesidades del fotógrafo viajero, las guías Michelin de la época incluían un icono para indicar que un hotel tenía una cámara negra, es decir, un cuarto oscuro, disponible para revelar películas.
Pero a finales del siglo XIX los turistas ya podían tomar sus propias fotografías. En 1888, George Eastman, el fundador de Kodak, inventó una cámara con un rollo de película. Lanzó la primera cámara moderna con el ahora famoso eslogan: "Presiona el botón, nosotros hacemos el resto". La cámara venía cargada con una película de 100 exposiciones y un libro de memoria que tenía que llenarse para llevar la cuenta de las fotos. Cuando se terminaba la película, la cámara se enviaba de regreso a la fábrica. La cámara se devolvia con las copias y se cargaba con un nuevo rollo de película. En el primer año Eastman vendió 13.000 cámaras.

## Fotógrafos

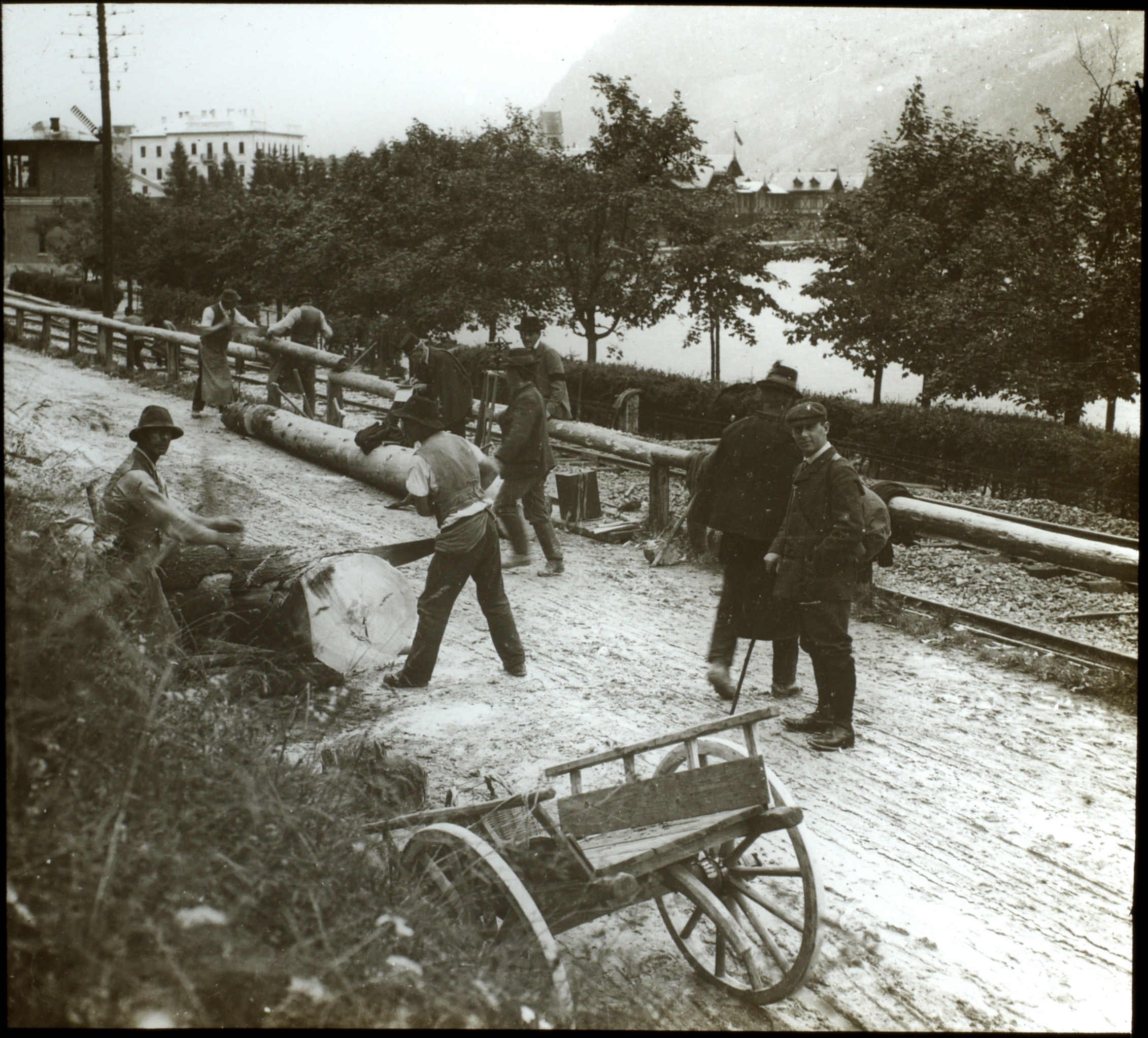
Julio de 1903, Zell am See (fotógrafo: Alexander Eric Hasse).

La fotografía de viajes data de la década de 1850. Los primeros practicantes incluyen a:
- Francis Bedford
- George Bridges
- Maxime Du Camp
- Solomon Nunes Carvalho
- Francis Frith
- James Ricalton